# Эпе (Нигерия)
Эпе (англ. Epe) — город и район местного управления на юго-западе Нигерии, на территории штата Лагос.

## Географическое положение
Город находится в северо-восточной части штата, на северном берегу лагуны Лагос, на высоте 41 метра над уровнем моря.
Эпе расположен на расстоянии приблизительно 36 километров к востоку-северо-востоку (ENE) от Икеджи, административного центра штата и на расстоянии 465 километров к юго-западу от Абуджи, столицы страны.

## Население
По данным переписи 1991 года численность населения Эпе составляла человек.
Динамика численности населения города по годам:
| 1991   | 2012   |
| ------ | ------ |
| 49 909 | 87 289 |

В этническом составе населения преобладают представители народности иджебу, входящей в группу народов йоруба.

## Транспорт
Ближайший аэропорт — Международный аэропорт имени Мурталы Мохаммеда.